# Siebenpunktiger Flach-Marienkäfer
Der Siebenpunktige Flach-Marienkäfer (Hippodamia septemmaculata) ist ein Käfer aus der Familie der Marienkäfer (Coccinellidae). 

## Merkmale
Der Siebenpunktige Flach-Marienkäfer hat eine Länge von 4,5 bis 7 Millimetern. Er hat fünf bis elf relativ unregelmäßig verteilte und bei manchen Exemplaren nur schwach ausgeprägte Flecke auf den orangen bis braunroten Deckflügeln. Die Zahl der Flecke tendiert bei der Mehrheit der Siebenpunktigen Flach-Marienkäfer aber eher in Richtung fünf bis sieben. Die Vorderbrust (Pronotum) ist bei ihm breiter als beim Dreizehnpunkt-Marienkäfer (Hippodamia tredecimpunctata). Der Halsschild ist schwarz bis auf einen hellen Saum, der die Hinterwinkel erreicht, ähnlich wie beim Dreizehnpunkt-Marienkäfer, aber ohne schwarze seitliche Punkte. Darüber hinaus ist der Halsschild am Vorderrand fast gerade abgeschnitten. Der Käfer ist durchgehend flach, nicht nach hinten gewölbt wie der ähnliche Berg-Marienkäfer (Hippodamia notata).

## Vorkommen
Der Siebenpunktige Flach-Marienkäfer ist eine europäische Art, die aber nicht auf der Iberischen Halbinsel, Großbritannien und Italien vorkommt. Er lebt in kalten und nassen Gebieten, also Feuchtgebieten, vorwiegend Mooren und Ufern, im europäischen Teil der Borealen Zone. Man findet ihn auf Torfmoosen. Er ist sehr selten, in Bayern zum Beispiel wird die Art als gefährdet eingestuft, in Schleswig-Holstein laut Stephan Gürlich als vom Aussterben bedroht; in Nordrhein-Westfalen wurde, als einzigem deutschen Bundesland, zwischen 1950 und 1996 keine Sichtung gemeldet.

## Ernährung
Die Larven sind aphidiphag, das heißt, sie ernähren sich von Blattläusen.